# Heliotermia

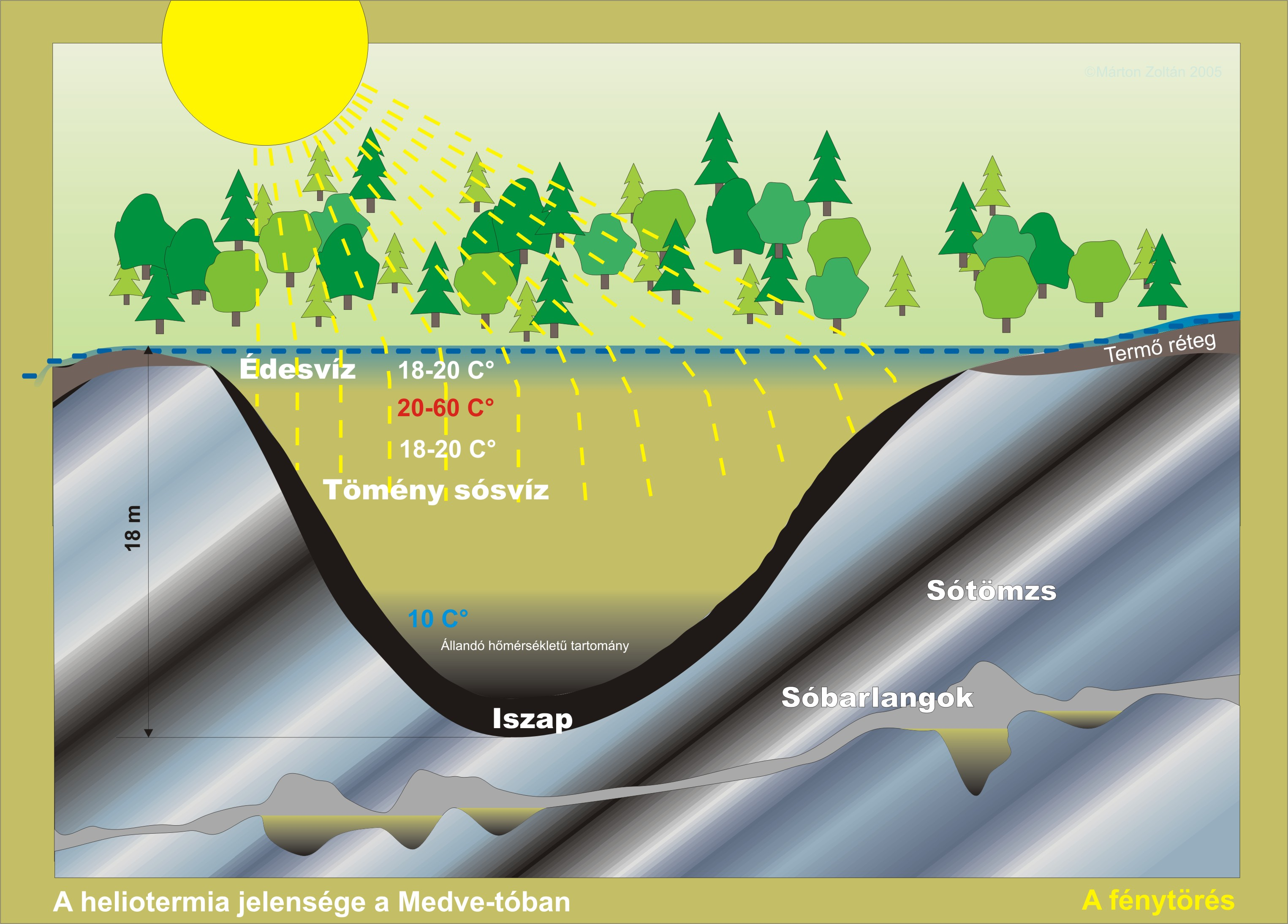
Heliotermia kialakulása

A helioterm jelenséget világviszonylatban először Kalecsinszky Sándor kolozsvári vegyész magyarázta meg 1902-ben, a Medve-tó vizét vizsgálva. A heliotermikus tavak vizének a felszínhez közeli rétege (ameddig a nap sugarai be tudnak hatolni), a napsütés hatására magas hőmérsékletre (akár 80 °C) melegszik fel. A jelenség csak sós tavak esetében jön létre, ha a tóba ömlő patakok és a csapadékvíz néhány centiméteres édesvízréteget hoz létre a felszínen, amely nem  elegyedik, mert sűrűsége kisebb, mint az alatta elhelyezkedő sós vízé. A kisebb sűrűségű édesvíz üvegházhatást hoz létre, meggátolja a sós víz felszínre jutását és lehűlését.